# Russ Feingold
Russ Feingold (Janesville, 1953. március 2. –) az Amerikai Egyesült Államok szenátora (Wisconsin, 1993–2011).